# Rolf Peter Sieferle
Rolf Peter Sieferle, född 5 augusti 1949 i Stuttgart, död 17 september 2016 i Heidelberg, var en tysk historiker med inriktning på miljöhistoria. Han var från början verksam vid Mannheims universitet och var från 2005 till 2012 ordentlicher Professor i allmän historia vid Sankt Gallens universitet. Hans postumt utgivna bok Finis Germania (2017) utlöste en skandal.